# 朱兆基
朱兆基（Chu Siu Kei，1980年1月11日—），生於香港，已退役香港足球運動員，司職中場，前香港足球代表隊隊員，年僅17歲便為流浪於甲組聯賽亮相，其20年職業生涯在本地賽合共捧過18個錦標，持有亞洲足協B級教練牌照，現時擔任香港超級聯賽球會理文主教練。和演員張繼聰同年同月同日生。雙方年幼是體院隊友。

## 球會生涯
朱兆基生於香港，早在17歲便展開獲流浪由青年軍提升上甲組，可是出道不久便經歷本地足球最低迷的冰河時期。他在1999年轉投一間願意投資卻不太計較成績回報的球隊二合，青年球員在這裏都得到大量實戰機會，惟二合於2001年夏季因為散班退出甲組聯賽，他遂轉投花花。
2002年，朱兆基加盟晨曦，並於一季內協助球隊橫掃本地所有錦標，為晨曦球隊奪得四冠王美譽，而他更在2003/04年度首次入選香港足球明星選舉的最佳十一人陣容。
在千禧年間，朱兆基曾獲本地老牌球會南華斟介，不過當時他考慮是想爭取更多落場機會而婉拒。他於2009年7月離開效力7年的晨曦轉投升班馬沙田，直至2010年7月再轉投勁旅傑志，憑藉其豐富的比賽經驗，為球隊建立首個三冠王朝。結果朱兆基在2013/14賽季轉任球員兼助教。
2014年5月，朱兆基離開傑志，轉戰當時在甲組的駿其天旭，任球員教練，邊踢邊栽培年輕球員，最終他協助天旭奪得聯賽冠軍，並獲得升班上港超聯的資格，惟天旭放棄升班轉為成立港超聯球會夢想駿其。
結果，朱兆基於2015年7月與梁志榮合共同執教夢想駿其，而他更擔任球員兼教練，並在11月29日對前球會傑志的聯賽取得加盟後的首個入球，協助駿其以2–1勝出，其後他更當選港超聯11月最有價值球員。
當季季中，朱兆基獲時任南華教練米路多番邀請加盟，最終獲得駿其班主同意下以高齡球員身份轉會，可是他雖然有份再度出戰亞協盃，但加盟後大部份時間任後備。
翌季，南華轉為狄恩執教後，朱兆基近乎踢足每場賽事，更於2017年4月1日作客以6–1擊敗港會的聯賽取得加盟後的首個入球，而南華高層更於季中向他提出續約，本應打算踢多一年便在南華掛靴的他在洽談續約期間被球隊管理層突然暫停傾約，雖然37歲的朱兆基在5月14日對前球會傑志的足總盃決賽踢足全場並頂入一球，但最終球隊仍以1–2落敗，再次四大皆空，不過朱兆基卻於賽後當選決賽最有價值球員，以表現證明自己仍有能力續戰職業聯賽。
季尾，南華宣佈經重新檢視球隊近年發展後決定來屆退出港超聯及轉戰甲組聯賽，培育青年球員，朱兆基經向其他球隊叩門後可惜未有回應，最終決定離開職業球壇，於空餘時間轉戰丙組聯賽業餘球會騰翱聖約瑟。

## 國際賽生涯
朱兆基於代表香港U18代表隊參與亞青盃後獲日本球會邀請加盟，只是因為當時自己年紀還小，加上覺得當年香港足球已經很高水準，沒有必要外闖，於是便拒絕了邀請。
1998年，18歲的他獲當時香港代表隊的巴西籍教練彭利萊賞識，徵召他入選香港隊，參與在曼谷舉行的第13屆亞洲運動會。
其後，他在隨香港隊到新加坡參與獅城盃的賽後又有新加坡球會邀請加盟，但那時朱兆基覺得香港隊比賽都能擊敗新加坡和馬來西亞，所以他又拒絕外闖機會。
2010年，他獲得香港代表隊重召，並在同年11月以正選身份代表香港出席對巴拉圭國家隊的國際友誼賽賽事。

## 教練生涯
2015年7月，朱兆基與剛剛掛靴的梁志榮組成雙教練組合，共同執教以青春班為主的夢想駿其，而朱兆基更擔任球員兼教練。
2017年，朱兆基考取亞洲足協B級教練牌照，擔任香港足球總會青年代表隊助教。
2017年12月22日，朱兆基擔任港超聯球會香港飛馬助理教練。
2022年「港九區D1中學校際足球比賽」，朱兆基擔任母校聖若瑟書院教練，於決賽互射12碼擊敗爭取五連霸的拔萃男書院，時隔17年後再封王。
2023年6月27日，港超聯球隊理文進行季前開操，朱兆基加入教練團出任助教。2024年10月3日，朱兆基成為理文暫代主教練。2025年3月10日，他再次成為理文暫代主教練，直至球季結束。理文於港超最後一輪不敵標準流浪，讓大埔戲劇性後上封王。

## 球場以外
球員生涯有限，所以朱兆基很早已準備退役後的工作。2008年，他與好朋友黃鎮宇及冼嘉裕在租金及工資等沒比香港高昂的澳門創業投資經營二手服裝店，奈何難以抽身參與，便讓拍檔在澳門的家人接手。結束後，他又與文彼得及羅志焜等合資於尖沙咀寶勒巷開設囍點心餐廳，惟因租金壓力太大，就算經營不錯也決定出售。
2015年，朱兆基獲多年好朋友主動邀請他入股知名時裝店美華氏，成為老闆之一，還包辦管理和物流及推廣等工作。

## 生涯數據

### 執教生涯
最後更新：2025年5月26日
| 球會                   | 由            | 至             | 紀錄 | 紀錄 | 紀錄 | 紀錄 | 紀錄 | 紀錄 | 紀錄 | 紀錄  |
| 球會                   | 由            | 至             | G    | W    | D    | L    | GF   | GA   | GD   | 勝率  |
| ---------------------- | ------------- | -------------- | ---- | ---- | ---- | ---- | ---- | ---- | ---- | ----- |
| 夢想駿其（球員兼教練） | 2015年7月1日  | 2016年1月22日  | 16   | 4    | 3    | 9    | 14   | 27   | −13  | 25.00 |
| 聖若瑟書院             | 2022年        | 現在           | 20   | 14   | 4    | 2    | 62   | 14   | +48  | 70.00 |
| 理文（暫代主教練）     | 2024年10月3日 | 2024年11月21日 | 7    | 4    | 1    | 2    | 15   | 7    | +8   | 57.14 |
| 理文（暫代主教練）     | 2025年3月10日 | 2025年5月28日  | 11   | 7    | 1    | 3    | 21   | 17   | +4   | 63.64 |
| 理文                   | 2024年5月29日 | 現在           | 0    | 0    | 0    | 0    | 0    | 0    | +0   | —     |
| 總計                   | 總計          | 總計           | 54   | 29   | 9    | 16   | 112  | 65   | +47  | 53.70 |

## 榮譽

### 球員
晨曦
- 香港甲組足球聯賽冠軍（2003–04、2004–05季度）
- 香港高級組銀牌冠軍（2004–05季度）
- 香港聯賽盃冠軍（2002–03、2003–04、2004–05、2008–09季度）
- 香港足總盃冠軍（2002–03、2004–05、2005–06季度）

傑志
- 香港甲組足球聯賽冠軍（2010–11、2011–12、2013–14季度）
- 香港聯賽盃冠軍（2011–2012季度）
- 香港足總盃冠軍（2011–12、2012–13季度）

天旭
- 香港甲組聯賽冠軍（2014–15季度）

南華
- 香港足總盃決賽 最有價值球員（2016–17季度）

香港代表隊
- 省港盃冠軍（2013年）
- 港澳埠際賽冠軍（2007年）

個人
- 香港足球明星選舉 最佳十一人（2003–04季度、2010–11季度、2011–12季度）
- 香港超級聯賽 11月最有價值球員（2015–16季度）

### 領隊
聖若瑟書院
- 全港學界精英足球比賽冠軍：2022–23學年

## 外部連結
- 香港足球總會網頁球員註冊資料